# Ermita de San Roque (Bonansa)
La ermita de San Roque de la localidad española de Bonansa es una ermita románica de los siglos XII-XIII bajo la advocación de San Roque. Fue reformada en el siglo XIX.
Su planta es una nave y un ábside cilíndrico y capillas lasterales. La portada es de dovela de medio punto.
Su estado de conservación es bueno tras su restauración en 2008.